# Poplle
poplle（ポップル）はかつて株式会社リクポが運営していたソーシャル・ネットワーキング・サービス。
1いいね1円で換金できるという画期的なSNSだった。
現在はサービス終了している。

## 概要
- 2019年2月 - リリース。
- 2019年6月 - 10万ダウンロード突破。いいね！で買い物ができる機能「いいね！ギフト」をリリース。
- 2019年7月 - たまった"いいね！"を他ユーザーにプレゼントできる機能「いいね！ギフト」をリリース。
- 2019年9月 - 20万ダウンロード突破。
- 2019年11月 - 「日経トレンディ2020ヒット予測100」で36位に選出。いいね！優待開始。
- 2019年11月23日 - 移動時間で"いいね！"をGETできる機能「ポップルGO」をリリース
- 2020年3月 - 「Poplle（ポップル）」が30万ダウンロード突破
- 2020年5月 - appStoreランキングでライフスタイル1位、総合3位を記録。40万ダウンロード突破。約1億円の資金調達。poplle goサービス一時停止。
- 2020年6月1日 - いいね優待廃止。
- 2020年11月 - 「Poplle（ポップル）」を、いいね！で買い物ができるSNS「Pocoro（ポコロ）」にリニューアル。iFundと資本業務提携を発表

その後、2021年5月24日サービス終了。